# Luis Silvela y de Le Vielleuze
Luis Silvela y de Le Vielleuze (1839-1903) fue un jurista, periodista, académico y publicista español, diputado a Cortes y senador durante la Restauración.

## Biografía
Nacido en 1839, era hijo de Francisco Agustín Silvela y Blanco y Luisa de Le Vielleuze, y hermano de los políticos Francisco Silvela y Manuel Silvela. Estuvo casado con Isabel Corral, con quien tuvo seis hijos: Eugenio, Agustín, Antonia, Luisa, María Eugenia y Pilar.
Fue consejero de Instrucción Pública y catedrático de la facultad de Derecho de la Universidad Central de Madrid, en concreto de Derecho Penal y Mercantil, así como académico de número de la Real Academia de Ciencias Morales y Políticas y de la Real Academia de Jurisprudencia y Legislación. Tuvo escaño de diputado en Cortes en las elecciones de 1876, por el distrito logroñés de Santo Domingo de la Calzada, y 1879 y 1884, en ambas por el distrito salmantino de Ledesma. También fue senador vitalicio.
Fue colaborador de la revista La España Moderna y de otras publicaciones periódicas. Autor del proyecto de Código Penal en 1884, que presentaría su hermano Francisco en las Cortes, escribió obras como La familia foral y la familia castellana (1863), junto a Segismundo Moret; El Derecho penal estudiado en principios y en la legislación vigente en España (1879-1884) —de notable importancia en las cátedras españolas, según la prensa de la época— y El Código penal y sentido común, además de un estudio de Bentham. Fallecido en Madrid el 2 de mayo de 1903, fue enterrado en la Sacramental de San Isidro.